# La Florentine
La Florentine est une série de quatre romans de Juliette Benzoni parus de 1988 à 1990 chez Plon, puis en poche aux éditions Pocket.
Une adaptation télévisuelle, avec Anne Jacquemin et Alain Payen, a été réalisée par Marion Sarraut en 1991.

## Histoire
À Dijon, au cœur de la Bourgogne où va régner Charles le Téméraire, Beltrami, riche négociant florentin, assiste à l'exécution de deux jeunes amants accusés d'inceste. Il sauve Fiora, l'enfant de ces amours illégitimes, et l'emmène à Florence au temps de Laurent le Magnifique. La jeune fille, d'une inoubliable beauté, va connaître à la fois la douceur des palais florentins, vivre une nuit d'amour avec le jeune et beau seigneur bourguignon, et traverser les dangers dressés par ceux qui la jalousent. Menacée d'être livrée aux inquisiteurs, recluse dans un monastère étrange, reléguée dans une maison de passe, l'orpheline, dont le père adoptif est lâchement assassiné, triomphera de ses malheurs pour se venger et peut-être...rencontrer l'amour.

## Romans
- Fiora et le Magnifique (1988)
- Fiora et le Téméraire (1988)
- Fiora et le Pape (1989)
- Fiora et le Roi de France (1990)

## Adaptation
- La Florentine, une série de 12 épisodes réalisée par Marion Sarraut en 1991, avec Anne Jacquemin et Alain Payen